# Teoria gravitacional de Le Sage

Representação da gravidade cinética: com a aproximação, parte da pressão é bloqueada em um dos lados de ambos os corpos, gerando um desequilíbrio mecânico e consequente deslocamento das massas.

A Teoria Gravitacional de Le Sage é uma teoria gravitacional postulada em 1748 pelo físico suíço
Georges-Louis Le Sage, com base em fundamentos cinéticos.
Sendo uma de várias teorias cinéticas de gravitação, foi originalmente concebida por Nicolas Fatio de Duillier em 1690 e desenvolvida por Georges-Louis Le Sage. Ela fornece uma explicação mecânica alternativa para a gravidade, postulando correntes invisíveis de partículas infinitesimais chamadas por Le Sage de corpúsculos ultra-mundanos (ultramondain), que impactam cada objeto em todas as direções. Essas partículas teriam massa insignificante, grande velocidade (superior à velocidade da luz) e inelasticidade absoluta.
Segundo a teoria gravitacional de Le Sage, a queda dos corpos teria como causa a força de pressão dos corpúsculos ultramundanos: quando um corpo se aproxima de outro corpo com massa, a pressão de irradiação é bloqueada em um dos lados (de ambos os corpos), gerando uma diferença de pressão e a consequente aproximação das duas massas, ou a queda propriamente dita.
A pressão proveniente de baixo é barrada proporcionalmente à densidade dos materiais. Massas mais densas ofereceriam uma menor permissividade à penetração de tais partículas.
A teoria, portanto, exclui o conceito de força atrativa; pertencendo à categoria das teorias com base na pressão ou explicações cinéticas da gravitação.

## Estado atual
Os desenvolvimentos da teoria da relatividade geral e da mecânica quântica deixaram a teoria de Le Sage desacreditada e esquecida. No entanto, apesar de ser considerada uma teoria inviável pela principal corrente de cientistas, os estudos sobre a teoria foram esporadicamente reavivados ao longo do século XX e do início do século XXI, incluindo os estudos de Radzievskii e Kagalnikova (1960),
Shneiderov (1961),

Buonomano e Engels (1976),

Adamut (1982),

Jaakkola (1996),

Van Flandern (1999),

Edwards (2007).

e C.J. Borge (2002).
 Diferentes modelos de Le Sage e temas relacionados são discutidos e Edwards et al.